# 麻醉風暴2
《麻醉風暴2》是一部2017年的臺灣電視劇，為第一季《麻醉風暴》的延續。由曾瀚賢和湯昇榮製作，蕭力修、洪伯豪和林志儒執導，黃健瑋、許瑋甯、李國毅、孟耿如、吳慷仁主演，自2017年9月9日起至同年10月28日止於公視主頻首播，共13集。《麻醉風暴2》的故事接續第一季，描述醫療人球案的幕後真相。劇集在上映前就因為遠赴約旦拍攝而受到矚目，劇中亦有不少引起關注的亮點，而結局則獲得兩極的評價。
目前官方表示其為電視劇的最終季，在長時間內不會有第三季的計畫。

## 製作

### 籌備
2015年，《麻醉風暴》取得四項金鐘獎，並廣受醫界、影評界及觀眾的佳評，但製作人曾瀚賢認為該劇的成功是工作人員以人力不計代價拼出的成果，為了避免在製作續集時重蹈覆轍，曾瀚賢提出讓翰草影視和公共電視合製的建議，透過將版權釋出給公視，讓公視有對外尋求資金的彈性空間，這使得《麻醉風暴2》成為公共電視開台以來第一部合製戲劇，由翰草影視和公共電視共擁版權，在此之前，公共電視的戲劇皆是由公視單方面出資或購片。由於公共電視是預算受監督的公營電視台，公視節目部經理於蓓華特別說明公視的立場是希望透過合製模式突破製作規格、讓產業累積這方面的經驗。綜觀整體製作過程，曾瀚賢仍有許多不滿意之處，他認為臺灣的電視劇產業結構仍不夠完整，無法回應商業市場的現實考量
全劇故事開發與前置期為11個月，拍攝期為5個月，後製期為6個月。除了原本的導演蕭力修，《麻醉風暴2》加入洪伯豪協力執導，他表示要承接第一季的口碑是件壓力很大的事，因此企圖以更大的格局和國際性的視野帶給觀眾有別於第一季的感受，並期望透過紮實的細節讓觀眾身歷其境。劇組在2016年8月16日舉辦開鏡記者會。相較於《麻醉風暴》每集新臺幣190萬的製作費，且拍攝時必須情商多家醫院，拼湊六到七家醫院的場景才能攝製，《麻醉風暴2》在KKTV、大清華傳媒、台北影業、華研音樂、大慕影藝和大演製作的贊助下，總製作費達新臺幣6500萬元，單集的製作費最高達新臺幣500萬元，並獲得贊助，提供義大癌治療醫院、義守大學、飯店、別墅等場地作為拍攝場景及醫療顧問和人力資源等協助。全劇一共有23位醫療顧問，由於有真正的醫師和護理師擔任群眾演員，在拍攝過程中便得到諸多專業協助，而演員的訓練及準備工作皆是在手術房內由執業醫師訓練。

### 主題
《麻醉風暴》的英文標題「Wake Up」指的是「覺醒」，而《麻醉風暴2》的英文副標題「Never Give Up」指的是「永不放棄」。蕭力修認為即便面對艱困的環境，也不能放棄堅持自己的價值，透過行動以改變環境。《麻醉風暴2》的主題建立在前作之上，探討台灣醫療環境、醫病關係、健保制度、醫療人球、媒體亂象等問題對社會的影響。相較於《麻醉風暴》聚焦在麻醉科醫師上，《麻醉風暴2》的格局向外開展，除了探討麻醉醫師面臨的困境時，還增添外科醫師的執業狀況，描述「在覺醒後繼續往前進的過程」，並向觀眾傳達面對覺醒後的改變時永不放棄的精神。
《麻醉風暴2》的海報由平面設計師陳世川設計。在故事中有一起捷運爆炸的意外事件，這起事件對主要角色造成顯著的影響，因此在海報的視覺設計上便以爆炸對角色的影響為主題，製作人曾瀚賢和湯昇榮對海報呈現的緊張氣氛十分讚賞。

### 演員與角色
《麻醉風暴》的四名要角黃健瑋、許瑋甯、吳慷仁和黃仲崑在《麻醉風暴2》中都飾演與前作相同的角色，但身份有所改變。黃健瑋飾演的麻醉科醫師蕭政勳成為在約旦行醫的戰地醫師，返回臺灣後隨著劇情進展成為康聯醫院創傷小組的主任，之後因在約旦時受創的後遺症而逝世；許瑋甯飾演的精神科醫師楊惟愉進入行政體系成為康聯的副院長，面臨醫院運作和醫病關係間的衝突，因此如同戴上一層面具，只有在和蕭政勳重逢後才被他剝掉。這兩名角色在第一季時是論及婚嫁的情侶，但後來因楊惟愉流產而分離，關係與過往大不相同，而他們的感情戲是這一季的故事重點。
儘管黃健瑋早在2001年時便主演《石碇的夏天》並贏得台北電影節最佳新演員獎，但他認為自己的演員之路是從《麻醉風暴2》開始的。在飾演蕭政勳時，黃健瑋以不表演的方式詮釋角色，而是在事前研究角色，並在開拍時用心感受。他原本擔心觀眾無法感受這樣的呈現方式，但在看到觀眾對正式演出的反應後認為自己當初的決定是正確的。黃健瑋認為在戰地行醫的經驗會讓蕭政勳覺得醫院的資源相當充足，因此在醫院內的情緒反應不會像第一季時充沛，進而將情感轉移至與楊惟愉的互動，也因為蕭政勳對人沒有信心，說話方式總是含糊不清。黃健瑋將蕭政勳塑造成一位內心陰柔懦弱的角色，表示第二季中的他是在「利用自己的剩餘價值」，並認為他與楊惟愉都在尋找家的感覺。劇中蕭政勳寄給楊惟愉的多封信件都出自黃健瑋親筆，黃健瑋透露信件內容的靈感一部分出自《詩經 國風 邶風 擊鼓》中的一段：「死生契闊，與子成說。于嗟闊兮，不我活兮，于嗟洵兮，不我信兮」，而花了最久的時間寫成的是劇中的遺書，遺書的主題是「時間」，他表示人的肉體雖然會消亡，但愛會一代代傳承下去，這也是人類文明的動力。許瑋甯認為手寫的信很有溫度，而且黃健瑋的字很漂亮、信件的內容充滿感情，看完後不必醞釀情緒就能入戲。
黃健瑋表示自己在與許瑋甯對戲時十分自然以致不需要練習，但劇中一段許瑋甯主動親吻黃健瑋的戲，也因為兩人熟識已久，在拍攝時都努力忍住不讓自己笑場。洪柏豪指出，之所以安排蕭政勳在第11集死亡，是為了在後續劇情中呈現他的影響，蕭力修也表示蕭政勳的精神陪觀眾走到最後一幕
除了擔綱演出主角，黃健瑋還身兼編劇和動作指導，學過西斯特瑪的他在施名帥和莊凱勛拍攝武打戲碼時給出建議。在飾演了兩季的醫護人員後，許瑋甯認為醫護人員的工作非常人可以負荷，不但必須經常面對抉擇，還必須在壓力下完成自我實現，她認為應該給醫護人員身心靈的調適空間。黃健瑋則呼籲臺灣的醫療體制必須改變，住院醫師應盡快受勞基法保障並規定工時上限。
黃仲崑飾演的醫院院長陳顯榮在第一季後段辭職，這一季成了在小診所營業的醫師。吳慷仁飾演的葉建德因為犯下殺人罪，在第一季結尾時入獄服刑，這一季成了更生人。為圖真實，他在獄中服刑的情節並非在舊監獄攝製，而是於有實際使用的臺南監獄拍攝，劇中的獄卒也是請監獄內非當班的人員協助拍攝。吳慷仁為了演戲在短時間內增肥又減重，先是為了演出《白蟻-慾望謎網》瘦到58公斤，又在此劇中刻意吃炸雞增胖至84公斤，拍戲結束後再以禁食方式快速瘦身至72公斤。除了演戲，吳慷仁也參與了腳本的討論，關心拍攝的流暢度與連戲問題，他表示自己能參與拍攝是很幸運的事。
李國毅和孟耿如是新進的主要角色，兩人皆表示對於演出感到有很大的壓力，李國毅本來還擔心自己演不好而一度回絕演出，後來還是推辭近二十場活動邀約接演此劇。李國毅飾演的角色熊崽在白天的身份是不按程序行事的天才外科醫師，晚上則是以饒舌歌諷刺醫療環境的歌手，他展現了年輕世代對體制的衝撞與掙扎。為了增加角色的滄桑感，李國毅首次為戲蓄鬍，他認為偶像劇中的職業可能只是一種角色符號，但職人劇中的職業是角色的生命歷程。為了詮釋角色，李國毅與孟耿如一起上了一個月的醫療課程，並在開拍前先到臺大醫院等多家醫院的手術房和急診室跟刀。他原本連解剖青蛙的畫面都不敢看，見到支離破碎的屍體時也會感到食不下嚥，但在見習幾天後便克服了恐懼，還會私下觀看手術影片，他認為自己逐漸有了醫師的樣子，也更確信自己應該以自己力所能及的方式讓臺灣醫療體制的困境被大眾重視。在劇中一場由熊崽主刀的手術中，李國毅需要背誦88個器材的英文單字，雖然劇本上只寫了三至五行，但實際上拍了15個小時才完成，他也因手術室的低溫而感到寒冷。由於他過去並沒有唱饒舌歌的經驗，特地向歌手大支和熊仔討教，還曾有連拍18小時的戲後回飯店繼續熬夜背歌詞的經驗，他還形容背歌詞背到「記憶體滿出來」，自認要練到能無意識唱出才算練成，在拍攝一場饒舌戲中，他NG了將近四十次才完成；在殺青後，李國毅對饒舌更有信心，且有出唱片的計畫。
在飾演過醫師後，李國毅對具有專業能力又願意奉獻的護理師十分尊敬，有感於醫護人員的辛勞，他與孟耿如在2017年的七夕情人節贈送花與巧克力給臺北醫學大學附設醫院的值班人員以答謝他們。

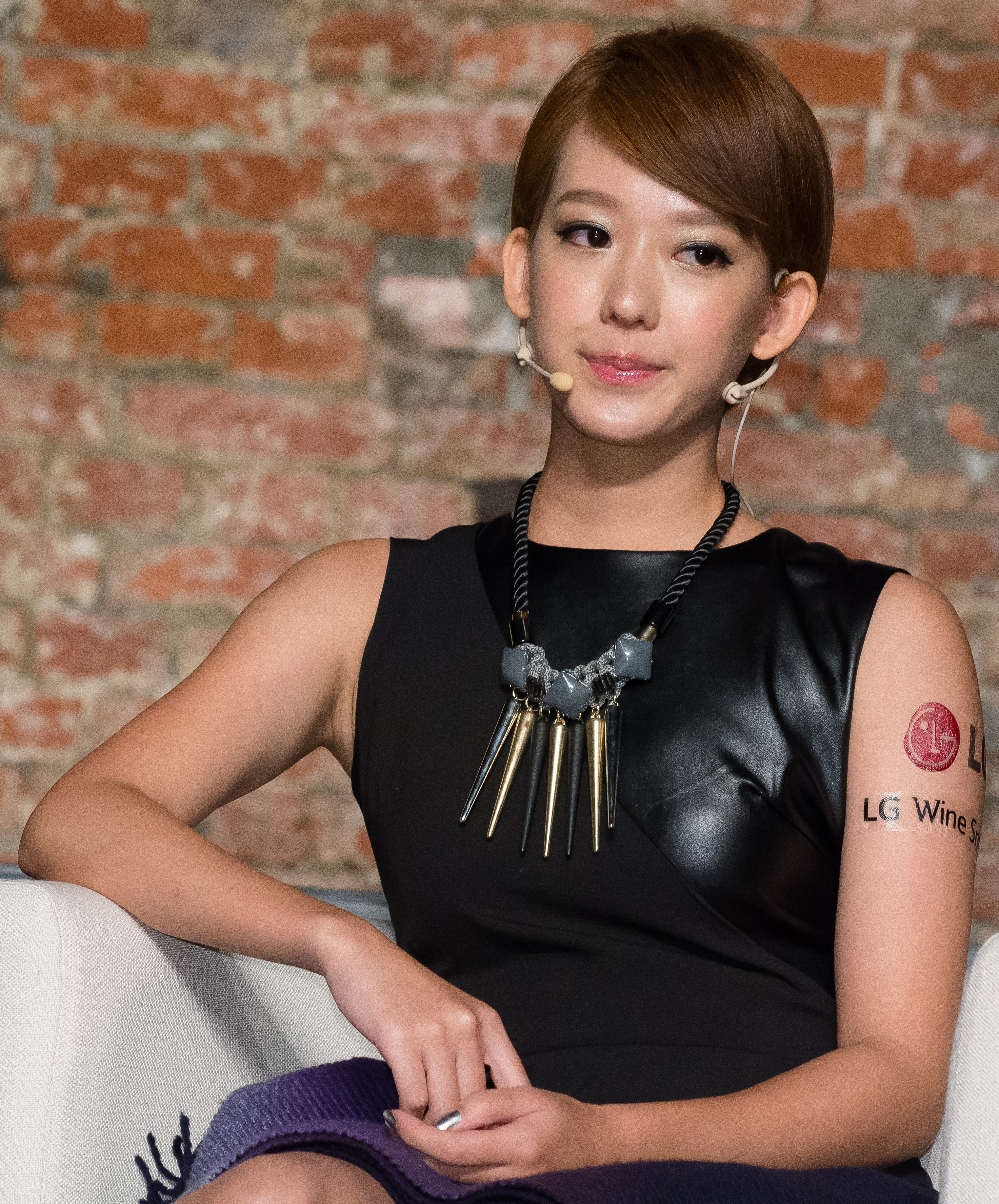
飾演醫療線記者沈柔伊的孟耿如。

孟耿如飾演年輕的醫療線記者沈柔伊，週旋於醫院、藥商和病患之間，企圖追查人球案和爆炸案的真相，由於第二季與第一季劇情開始前發生的案件相隔十年左右，因此製作團隊打算設計一位串起兩者的角色，為了避免加深故事的複雜程度，製作團隊捨棄檢察官和警察這類的角色而採用記者，象徵製作團隊對媒體亂象的反思。蕭力修表示柔伊原本的性格十分熱血，但因為缺乏立體性而加入了個性上的缺陷。孟耿如形容，沈柔伊認為記者在採訪時需要冷靜地讓受訪者卸下心防，在採訪結束後又要快速地發送新聞稿，因此她將這樣的兩面性融入沈柔伊的個性中，讓角色具有反差感。她在開拍前透過實際參與記者的工作來模擬角色，為此踏入立法院寫新聞稿，此外，她在準備期間看了許多血腥影片，並表示自己很喜歡透過看人體被切開後噴血的畫面讓自己紓壓。在殺青之後，孟耿如形容自己就像是與角色「分手」，還為此染髮以示區別，而黃健瑋也認為在開拍前與殺青後的孟耿如判若兩人。
莊凱勛飾演立法委員萬大器，他在故事前半段作威作福，結局時卻遭到背叛，內心有所轉變，角色也更加立體。莊凱勛表示，萬大器可能是劇中唯一的反派角色，當劇情的走向需要改變時，萬大器就會現身作梗。為了飾演萬大器，莊凱勛參考了新聞報導及幾位政治人物，擷取臺灣人討厭的政客特質，並透過自己對政壇的瞭解塑造出這名角色，為了讓觀眾對出場不多的萬大器留下深刻印象，他表示自己將萬大器塑造華麗而浮誇；劉品言飾演康聯醫院的公關史佩萱，與萬大器有感情關係，她形容史佩萱是一個像水一樣的聰明女人，觀眾將被她的女性魅力所吸引。為了詮釋史佩萱，劉品言參考黛安·蓮恩在電影《出軌》中的角色以及茱莉亞·羅勃茲在電影《永不妥協》中的表現，有觀眾認為她精準地捕捉到公關八面玲瓏的特性，而她的演技也讓孟耿如自嘆弗如。莊凱勛和劉品言在劇中有一段床戲，涉及舔腳及以皮帶綁縛。兩人都在喝了兩杯威士忌後上戲。雖然裸露程度不高，但劉品言表示這是自己從影以來尺度最大的戲。為讓演員安心演出，導演特別清場，讓現場僅有兩位演員及攝影師，並搶在夕陽餘暉中花兩個小時拍攝完成，拍攝該場戲的攝影師形容就像在與他們進行三人性行為。
班鐵翔飾演劇中康聯醫院的院長，亦是楊惟愉的繼父。由於台詞涉及較多醫學專有名詞，班鐵翔表示自己感到焦頭爛額。
隆宸翰、陽靚和賴澔哲飾演劇中「創傷小組」的成員，隆宸翰飾演凡事遵照標準作業流程的神經外科彭伯恩，與李國毅飾演的熊崽扞格，隆宸翰表示記住台詞中大量的專業術語有相當難處；陽靚飾演個性易怒、有話直說的整型外科醫師楊婕娜，她表示自己在下戲後仍受到角色個性的影響；賴澔哲飾演的骨科醫師比號是創傷小組中資歷最淺的成員。藍正龍飾演外科主任謝騰豐，他被稱為劇中的彩蛋，因為2000年時，他曾在王小棣導演執導的醫療題材電視劇《大醫院小醫師》中飾演實習醫師楊格，因此在《麻醉風暴2》中的他形同「升級」。在《大醫院小醫師》飾演外科主任的是演員趙樹海，藍正龍也認為自己在演出《麻醉風暴2》時「有點變趙樹海的感覺」。蕭力修也表示，觀眾甚至可以幻想藍正龍從實習醫師一路奮鬥、升上外科主任的歷程。
梁正群飾演抗議藥廠的自救會成員阿和，為了強化角色暴躁的個性，他主動向導演要求抽菸，為此抽了一整包菸。。施名帥飾演無法對抗權力結構便企圖殺死萬大器復仇的炸彈客邱淳，他的真實身份在第八集揭曉，並在次集與仇敵萬大器死鬥。施名帥表示詮釋炸彈客的困難之處是在死亡的恐懼下，仍得思考很多要做的事。

### 劇本
為了讓《麻醉風暴2》能順利向外發展，劇組設定每一集都要有手術戲，每兩集就要有重大事故，其中爆炸場面就多達五場。由於《麻醉風暴2》的規模相較於第一部擴大許多，原本的兩位編劇和導演蕭力修無法負荷，製作人曾瀚賢參考記者對臺灣醫療環境所做的分析和無國界醫師提供的國外經驗，並融入大量醫療顧問的個人經驗及導演、演員的意見，從中挑選可用的部分。許菱芳擔任此劇和前作的編劇總策畫，她負責提供市場面的意見，搭起編劇和觀眾間的橋梁。許菱芳認為透過戲劇闡述議題固然重要，但不能讓議題掩蓋了角色，因為能讓觀眾帶入的永遠是角色，是故團隊花了許多心力將故事拉回角色身上，再從角色身上找出故事。雖然投資方希望劇本中能有偶像劇般的愛情元素，但蕭力修表示不希望劇情走向與第一季差太多，因此刪除許多愛情戲，由於時間過於緊湊，使得劇本尚未完成便展開拍攝作業，只能在拍攝的同時修改，因此劇本混亂的問題在故事後半段尤為嚴重，也因為缺少完整劇本而無法模擬劇中需要的手術，導致拍攝過程中出現許多狀況。洪伯豪認為，如果劇組有更長的前置作業期和固定的醫療顧問，便能避免因為缺乏手術模擬而衍生的突發狀況，他還表示攝製的內容足以製成14集。

### 拍攝

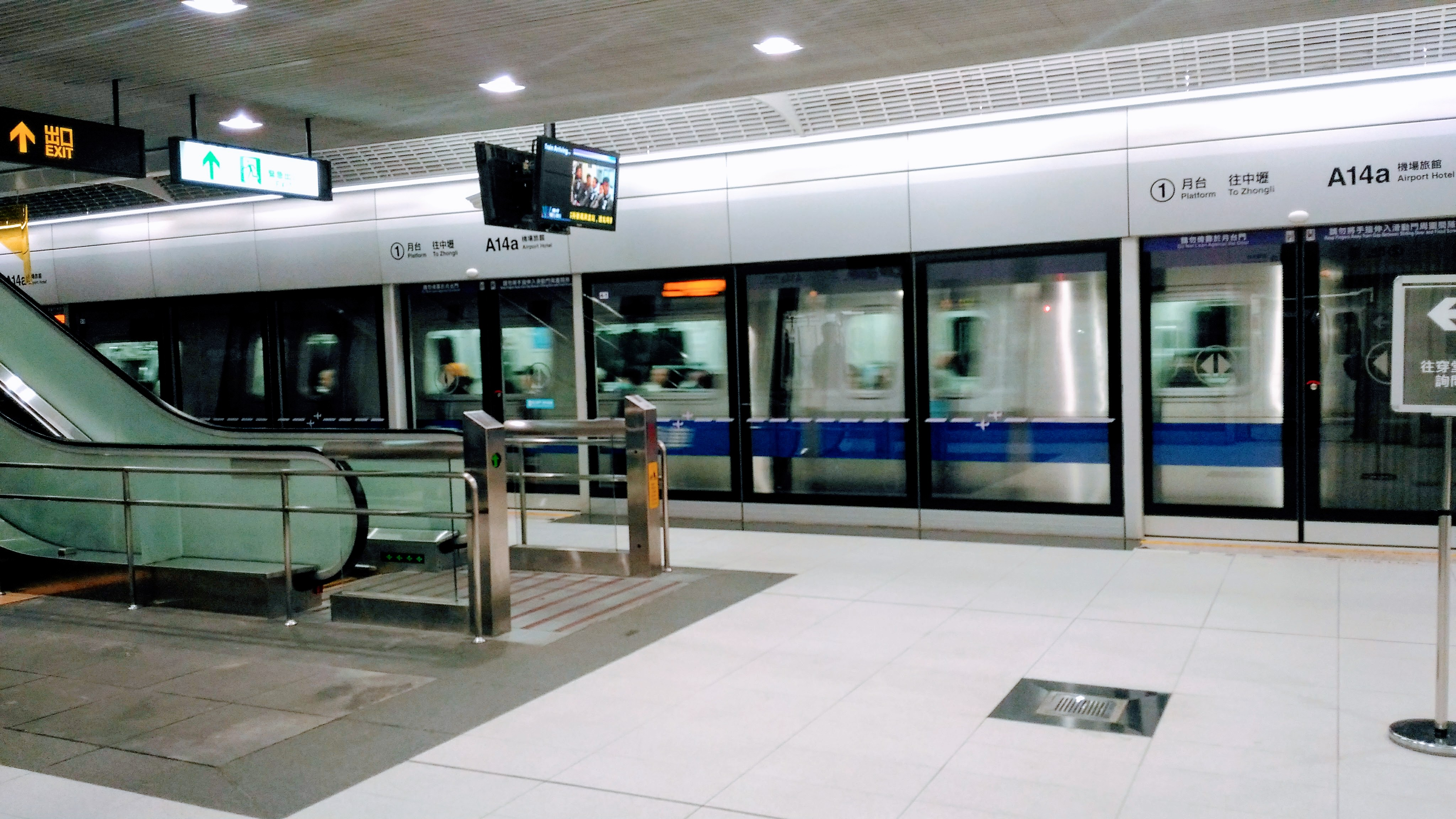
《麻醉風暴2》中一場捷運爆炸事件的戲在桃園國際機場捷運的機場旅館站取景。

導演洪伯豪指出醫療題材電視劇的難度比一般連續劇更大，且此劇尚有動作戲成份，因此便和另一位導演蕭力修分工，當其中一組在拍攝時，另一組會找有空檔的演員拍攝其它橋段，再於後製時將兩組影像調整成一致。
《麻醉風暴2》自2016年8月起開拍，全劇有七成在高雄取景，而醫院場景皆在義大醫院拍攝，受限於時間和預算，有時劇組每日的拍攝時間會超過12個小時，更有連續三個月、每日拍攝超過16小時的過勞狀況。導演蕭力修力圖一切求真，為了在劇中如實呈現手術的細節，又得適時避開過於血腥畫面，因此拍攝每場手術戲時都與醫療顧問研究了數個鐘頭。洪伯豪認為，只要讓演員掌握細節，觀眾自然能感受到真實感，儘管如此，劇組仍為了讓觀眾更容易理解，說明了許多醫療顧問認為不必要的細節。根據特殊化妝指導儲榢逸的計算，手術畫面的成本共耗資新臺幣20萬，包括8萬元的大假人、6萬元的小假人、替代血漿和人事成本。但因為這兩個假人都沒有頭，無法拍攝開腦手術，最後是顧問王銘嶼醫師找到臨時道具才完成拍攝。
在拍攝劇中首件重大事故──市中心捷運爆炸事件的情節時，劇組在桃捷機場旅館站取景，耗資約新臺幣400萬，光是布置因爆炸而滿目瘡痍的捷運站就耗時四天，並花了一天排練，拍攝時則出動了80人以上，並請戰地醫師指導緊急包紮的動作，亦請捷運工作人員參與拍攝。此外劇組還在桃園科技工業園區、蘆竹南青路、臺南監獄等地取景。拍攝途中因遇上包括在內的三個颱風而暫停數日。在拍攝一場被爆炸的震波彈飛的戲中，孟耿如因為鋼絲操作失當而摔出防護墊，雖然她的後腦遭到撞擊，但送醫檢查並追蹤觀察數個月後沒有大礙。臺灣場景的拍攝作業在2017年1月21日殺青，由於爆破場面、時間壓力等因素，洪伯豪認為成品並沒有預期中完美。

#### 遠赴約旦

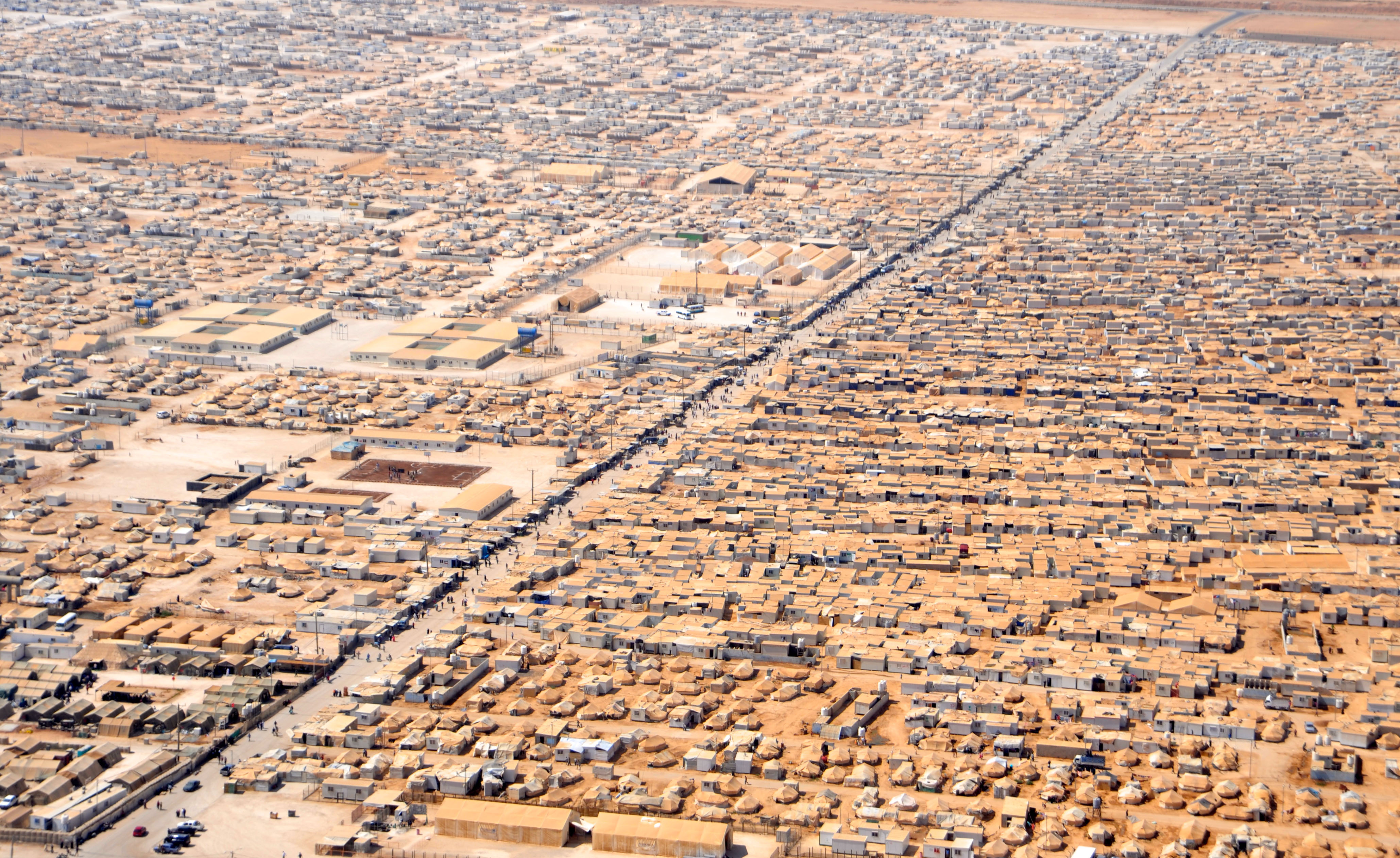
位於約旦的紮塔利難民營，攝於2013年7月。

除了在臺灣拍攝之外，《麻醉風暴2》開啟臺灣電視劇的先例，遠赴約旦城市米底巴和薩爾特的城郊，以及境內最大敘利亞難民營紮塔利難民營取景，拍攝黃健瑋飾演的蕭政勳醫師在戰地行醫的場景，約旦拍攝專案的製作費是新臺幣600萬元。由於擔心自己可能在戰雲密布的約旦遭遇不測，黃健瑋在出發前先寫好了遺書，並為自己買下新臺幣2000萬元的意外險，他還表示如果有機會再去一次，會買4000萬元的意外險。劇組部分成員先赴約旦進行搭設場景等前置作業，並洽詢約旦皇家影委會的協助，而演員及其他劇組成員則在之後前往，在約旦的劇組人數僅有在臺灣的三分之一。在準備期間，蕭力修對於因為自己不在約旦而無法掌握當地實際籌備進度感到十分有壓力，但實際抵達後發現甚至比在臺灣容易。相較於在台灣的拍攝行程，在約旦的行程更為緊湊，劇組每天早上四點起床，花一個小時抵達拍攝地點後拍到晚上六點，在拍攝期間，由於翻譯人力不足，黃健瑋不得不先以英語和一部份的演員溝通，再讓他們以阿拉伯語轉告其他演員。雖然僅拍了四天，但黃健瑋形容緊湊程度相當於在臺灣兩週的工作量，並表示在該地的拍攝經驗令自己永生難忘。

### 播映

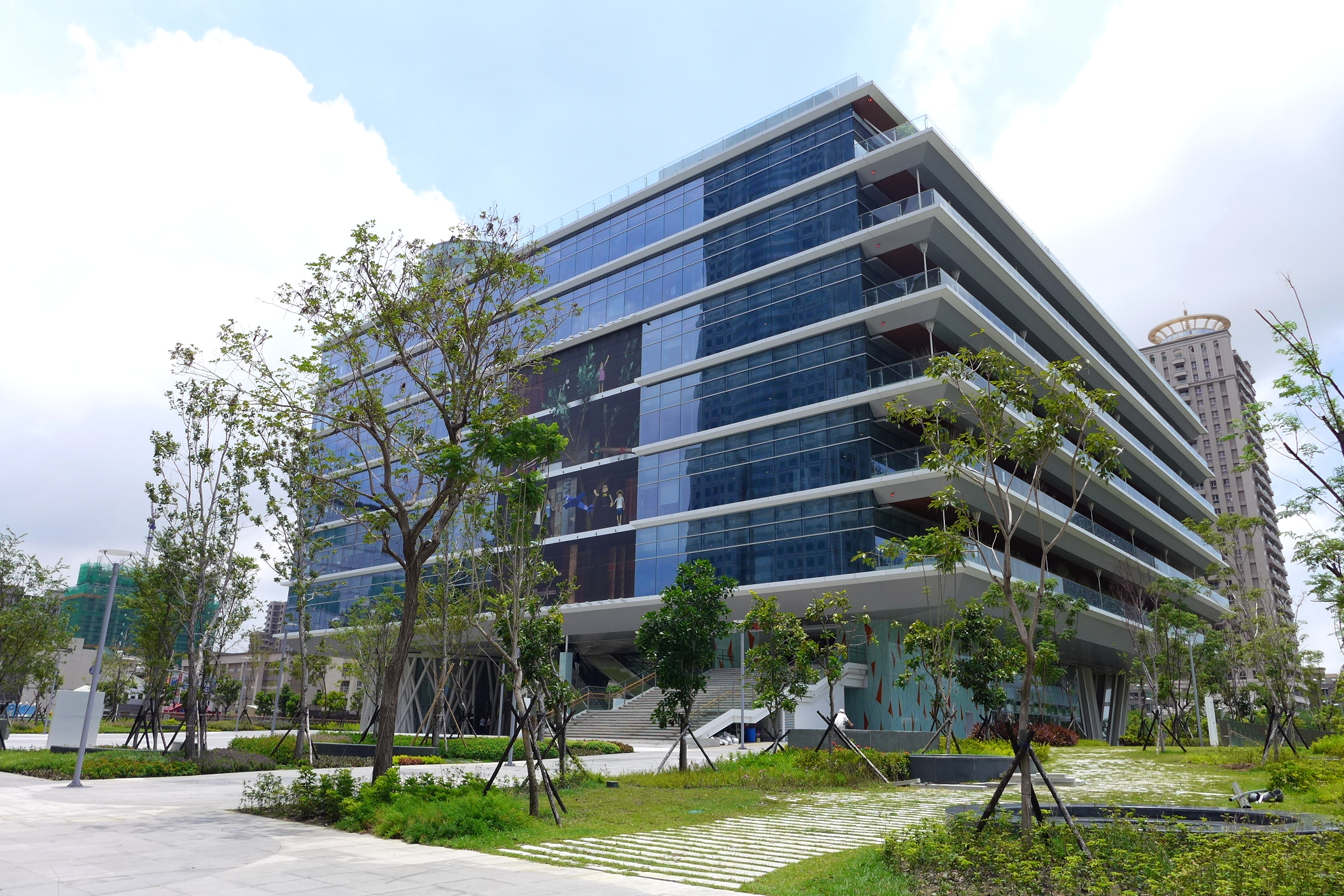
《麻醉風暴2》在2017年8月12日於高雄市立圖書館總館舉辦首集特映會。

《麻醉風暴2》的預告片選在廣受好評的電視劇《通靈少女》播出完結篇的時段首播，預告片內容包括桃捷爆炸場景、急救場景及約旦行醫場景。《麻醉風暴2》在第39屆金穗影展中舉辦特映會，首播節目花絮，而在台北電影節中則特映了首集特別版，是首部進入台北電影節的電視劇集。在播畢後受到觀眾長達15分鐘的熱烈掌聲，並獲觀眾票選獎。為回饋拍攝地高雄的市民，劇組在2017年8月12日於高雄市立圖書館總館舉辦首集特映會。
《麻醉風暴2》自2017年9月9日起至同年10月28日止於公視主頻首播，在公視播畢後，於民視、八大電視、KKTV、愛奇藝、Line TV和騰訊視頻播出，創下公視版權銷售紀錄。LiTV 線上影視於2023年8月22日全劇上架。曾瀚賢指出上架OTT平台的做法讓官方粉絲專頁的按讚數從原本約三萬提升至十幾萬，顯示此種做法確實吸引到更多觀眾注意；此外，出售給民視的播映權引發了圖利民視的糾紛，《風傳媒》有報導指出公廣集團將《麻醉風暴2》播映權以一集以低於市場行情的新臺幣7萬元賤賣民視，公廣集團否認圖利民視並聲明檢舉內容有誤。

## 劇情大綱
麻醉科醫師蕭政勳（黃健瑋飾）到約旦擔任戰地醫師，發生在醫療站的爆炸事件讓他身心受創，留下後遺症，決定返回台灣。然而，蕭政勳剛抵達台灣就遇上捷運爆炸案，他與年輕的外科醫師「熊崽」（李國毅飾）合作搶救傷患，在現場的醫療線電視記者沈柔伊（孟耿如飾）拍攝到搶救過程。
蕭政勳將傷患送抵醫院後，碰巧與舊愛楊惟愉（許瑋甯飾）重逢，並受邀接任康聯醫院新成立的「創傷小組」主任，小組召集人恰好是楊惟愉，兩人再續前緣。楊惟愉同時擔任康聯醫院副院長，負責財務。院長順應立法委員萬大器（莊凱勛飾）的要求，指示楊維愉在吃緊的預算中挪出一大筆錢採購醫療器材，確保醫院接受評鑑時不被降級。
同時，記者沈柔伊鍥而不捨追查先前的人球案（《麻醉風暴》第一季劇情）和最近的捷運爆炸案，發現當年人球案的受害者就是熊崽的父親熊蔚成，她在醫師葉建德（吳慷仁飾）的協助下，發現此案涉及黑心藥廠生產的爭議藥品——德利康AM2，捷運爆炸案也與抗議該藥品副作用的自救會有關。隨著真相逐漸揭開，立法委員萬大器曾用不當手段強行讓德利康AM2上市銷售的事實曝光，連帶牽扯出衛福部部長與檢調系統官官相護的證據。
蕭政勳最終仍因約旦爆炸事件的後遺症逝世。
| 總集數 | 集數 （季） | 首播日期       | 收視率 |
| --- | ----------- | -------------- | ------ |
| 7 | 1           | 2017年9月9日   | 1.22   |
| 故事發生於《麻醉風暴》的五年後。康聯醫院的胸腔外科醫師熊崽（李國毅飾）資歷不深就有精湛的技術，但他經常不按SOP作業，也不在乎科內總額和績效點數，讓奉命施行撙節政策的外科部主任謝騰豐（藍正龍飾）和急診室主任王晨宇（許時豪飾）十分不滿。熊崽的藥學系學妹沈柔伊（孟耿如飾）在畢業後成為《醒世代》雜誌社的記者，她企圖透過報導盡社會責任，卻屢遭杜總編（劉長灝飾）以讀者不愛看為由駁回。 康聯之所以施行撙節政策，是為了不在一個月後的評鑑失利並被降為地區醫院，靠著身兼董事長和院長的叔叔兼養父朱權綱（班鐵翔飾）當上副院長的楊惟愉（許瑋甯飾）是政策的負責人，她對收養她的家庭感到格格不入，也因為身份特殊而遭院內醫師埋怨。不喜歡社交場合的她勉為其難地與朱院長一同出席由頂盛藥廠董事長歐莎莉（李璇飾）率團開發的新藥上市發表會，還為了評鑑向試圖討好衛福部次長吳偉胤（朱陸豪飾）和立法委員萬大器（莊凱勛飾），但吳次長委婉迴避；頂盛十多年前曾推出一款麻醉藥「德利康AM2」，一群被該藥副作用影響的受害者組成自救會在場外抗議頂勝的黑心行徑，雖然吳次長和萬大器接下陳情書，但參與抗議的流浪漢邱達一（林志儒飾）認為無人重視此議題，便在市中心捷運站以自殺炸彈死諫。 蕭政勳（黃健瑋飾）醫師在約旦的跨國前線醫療站擔任戰地醫師，他與當地醫師Basem（Sharif Kamal飾）在醫療站內搶救傷者時遭逢爆炸，爆炸殺死Basem和蕭政勳的忘年之交A-Li，哀慟的蕭政勳思念起在故鄉臺灣的友人，他返臺後與在捷運站附近表演的熊崽及準備採訪熊崽的柔伊遇上爆炸。 |             |                |        |
| 8 | 2           | 2017年9月9日   | 1.18   |
| 熊崽和蕭政勳在廢墟般的捷運站內為大量傷患急救，兩人因替下半身被壓住的傷患劉家倫（賀里歐飾）做現場截肢手術而結識。為了收治傷患，離捷運站最近的康聯將輕傷病患移往外面，熊崽因此與病患發生齟齬。蕭政勳在康聯與楊惟愉久別重逢，兩人關係今非昔比。蕭政勳由於人手不足而被派往支援手術，他在過程中認為熊崽自作主張的心態大有問題。 康聯為了不被降級而設立創傷小組，請因為現場截肢手術而受矚的蕭政勳擔任主任，小組成員包括神經外科醫師彭伯恩（隆宸翰飾）、整型外科醫師楊婕娜（陽靚飾）、骨科醫師比號（賴澔哲飾）和急診科護理長林頤彩（黃采儀飾），沒被選入的熊崽心生不滿。另一方面，《醒世代》的記者將熊崽的言論斷章取義，剪接成沒有深度的新聞，由於新聞中包括柔伊拍攝的影片，熊崽便誤以為柔伊是專門偷拍的狗仔隊，進而和她絕交。 |             |                |        |
| 9 | 3           | 2017年9月16日  | 1.06   |
| 劉家倫出現咳嗽和頭痛症狀，熊崽推斷是上腔靜脈症候群，想要照電腦斷層掃描（CT）驗證自己的想法，卻被骨科主任（劉明勳飾）以成本控管為由拒絕，但蕭政勳同意了這個想法，而CT的結果也讓熊崽更肯定自己的診斷，不過因為熊崽不是創傷小組的成員，沒有發言的立場。此時劉家倫突然出現呼吸窘迫且需要急救，印證熊崽的診斷正確。儘管手術結果順利，但熊崽在過程中和蕭政勳對血液的運用方式有分歧，且他在術前向家屬做了保證，在蕭政勳提點熊崽後，熊崽以為蕭政勳在貶低自己，柔伊提醒他會省錢的醫生不見得是為了賺錢，可能是想將資源留給更需要的人。在熊崽向蕭政勳致歉後，兩人冰釋前嫌，不過蕭政勳仍在評估熊崽的表現。 康聯的公關史珮宣（劉品言飾）希望柔伊能撰寫拉抬醫院形象的報導，並為她提供獨家採訪做為交換。柔伊製作了一則拉抬熊崽形象的新聞，讓熊崽得以進入創傷小組，兩人也和好如初。柔伊向熊崽透露自己成為記者的理由，而熊崽則向她提起自己父親熊蔚成（黃信堯飾）因為被當作醫療人球而死的遭遇。柔伊找到涉及人球案的陳顯榮（黃仲崑飾）醫師，陳顯榮表示自己亦不清楚真相，會在瞭解後介紹關鍵人葉建德（吳慷仁飾）給她，但當日晚上，陳顯榮就因車禍而重傷。同時，《醒世代》辦公室的傳真機收到一封威脅信。 |             |                |        |
| 10 | 4           | 2017年9月16日  | 1.06   |
| 受傷的陳顯榮被送往康聯，他被驗出嗎啡反應，且不知為何呈現不該由車禍創傷造成的僵呆狀態，身為他過去的下屬，蕭政勳傾盡所能救治他。柔伊撿到陳顯榮遺落的公事包，在偷看裡面的文件後認為車禍與AM2自救會有關，更認為這起車禍和的捷運爆炸是一連串恐怖攻擊。雖然柔伊和攝影記者阿永（王鏡冠飾）前去自救會採訪時因為說錯話被自救會成員阿和（梁正群飾）趕走，但也和自救會義工邱淳（施名帥飾）搭上線。 蕭政勳受創傷後壓力症候群困擾，不時會聽到槍聲或爆炸聲。而在他自約旦寄給楊惟愉的信中，表示他發現自己在死亡面前形同赤裸，並透露自己對楊惟愉的思念。 萬大器希望康聯能購置自己友人所販售的新設備，楊惟愉想兼顧器材品質和節流，便重列了新的器材單，但朱院長坦白費用差額是用來通過評鑑的必要之惡。一位骨折傷患被骨科和外科互相推諉，熊崽違反原則將他收入創傷小組，因此遭蕭政勳指責。 |             |                |        |
| 11 | 5           | 2017年9月23日  | 0.92   |
| 服刑期滿的葉建德出獄後被柔伊攔截，從她口中得知陳顯榮昏迷住院的消息，並自她那裡取走陳顯榮的公事包。無處可歸的他投靠蕭政勳，並無意間進入蕭家的嬰兒房，蕭政勳制止他後，憶起自己與Basem一段提及楊惟愉曾有身孕的談話。 康聯的財務狀況每況愈下，萬大器建議朱院長在董事會內安插自己的人馬，並保證評鑑會因此通過。創傷小組成為評鑑的重點，在一次熊崽自作主張的判斷後，彭伯恩對熊崽的容忍到了極限，兩人有所爭執。在楊惟愉派蕭政勳和熊崽溝通後，熊崽才逐漸融入小組。 |             |                |        |
| 12 | 6           | 2017年9月23日  | 0.92   |
| 雖然熊崽逐漸地融入了小組，但他向家屬做術前保證的行為終於有了惡果，由他主刀的傷患在術後昏迷不醒，傷患家屬便在醫院外聚眾丢雞蛋抗議。事後柔伊勉勵他「只要盡力救人，被救活的人就不會忘記你」，而劉家倫出院時也對熊崽表達感謝。 頂盛生技中心落成典禮上發生爆炸，數十位傷患被送往康聯，創傷小組施救的其中一名傷患回天乏術，讓熊崽受到極大的打擊，他回想起自己先前做過的保證，體認到即使自己全力以赴仍無法決定他人生死。柔伊懷疑爆炸案的犯人是自救會成員，並推斷曾是AM2臨床研究員的陳顯榮因此成為報復對象。葉建德在陳顯榮的電腦中發現熊蔚成的驗屍報告，死因是AM2濃度過高。柔伊在整理這些資料時被杜總編以案件超過記者管轄範圍為由命令不得再查。 |             |                |        |
| 13 | 7           | 2017年10月7日  | 1.17   |
| 柔伊告訴葉建德自己的推理，而葉建德用蛋糕向阿永換來他拍攝的影片，再假冒記者和柔伊一起造訪AM2自救會。透過與邱淳的談話和影片，葉建德判斷策劃典禮爆炸案的兇手就是邱淳，他還建議蕭政勳將AM2加入陳顯榮的藥物反應檢驗項目，並讓陳顯榮轉院，避免被萬大器動手腳。 熊崽向有戰地行醫經驗的蕭政勳詢問傷患在手中死亡的經驗，蕭政勳建議他平靜面對。一名孕婦因車禍受傷被送入康聯，由創傷小組救治。吳次長率領衛福部官員進入康聯，他們見到熊崽等人未按SOP急救孕婦，認為有嚴重的疏失。面對孕婦的丈夫，熊崽不再如過去一樣給出保證，而在手術過程中，熊崽不斷地將孕婦和先前疏失的幻影聯想在一起，並體認到自己過去對林宏任的行為不當。在孕婦逝世後，楊惟愉憶起自己曾經流產的、與蕭政勳的孩子，認為自己不是好母親，但蕭政勳認為是自己離開所造成的，兩人破鏡重圓後決定重新開始。熊崽再次登台表演時只聽見心電圖發出心跳停止的聲音，失常的他和柔伊到河邊藉酒消愁並大罵醫療制度，更表示自己不想再當醫師，柔伊親吻了熊崽。 |             |                |        |
| 14 | 8           | 2017年10月7日  | 1.17   |
| 十數年前，邱達一是不良藥物的檢驗員，他發現AM2有副作用後便和立委助理熊蔚成召開記者會，當時身為《華週刊》編輯的杜總編在製作專題報導後，雜誌社和印刷廠皆發生火災。杜總編向柔伊說明了這段過去以勸她收手，但柔伊堅持繼續追查。陳顯榮的驗血報告印證葉健德的推論，但他在轉院的過程中已被史佩萱安排的專車下手導致心律不整。葉建德的獄友HANK（陳以文飾）出獄後與葉建德重逢，協助葉建德追查萬大器的底細。邱淳將柔伊和葉建德約至自己的藏身處以安排專訪，希望萬大器的惡行能被報導。他表示萬大器試圖將陳顯榮滅口，更施壓媒體讓父親邱達一的主張不受重視，進而使父親死諫，而自己是為報復他才設下炸彈。 蕭政勳先前在約旦遭遇的爆炸使他的腦內形成血腫塊，血腫逐漸擴大並影響到工作，讓他回想起自己與楊惟愉的相處過程，以及兩人要一起買露營車到蘇美島義診的約定。熊崽認為自己的醫術遠遠不足，便回康聯收拾行囊，在與比號談話得到啟發後，他重新振作並回創傷小組繼續救人。 |             |                |        |
| 15 | 9           | 2017年10月14日 | 1.37   |
| 杜總編向柔伊透露自己被雜誌社封殺的過去，並將自己珍藏的筆傳承給柔伊，允許她繼續追查頂盛。葉建德發現萬大器和史佩萱在飯店秘密往來，柔伊接到通知後前來偷拍，而邱淳也埋伏在飯店停車場伺機殺害萬大器。在萬大器和史佩萱翻雲覆雨後，兩人和朱院長、吳次長一同前往飯店餐廳。朱院長試圖詢問吳次長關於突擊檢查的事，但不領情的次長中途離席。 葉建德以《約翰福音》第八章勸戒邱淳不要犯罪，但邱淳不聽勸阻，挾持萬大器並企圖引爆炸彈，他的行動失敗，和在旁的柔伊一起被立委助理毆打，該段內容被阿永的相機拍下。邱淳留下遺言希望柔伊揭穿真相，隨後便引爆炸彈自殺身亡，柔伊受到爆炸波及，被送往康聯由熊崽救治。葉建德對無法阻止邱淳自殺感到不甘心，他在整理邱淳的遺物後得知邱達一投身抗議後屢遭恐嚇的經歷，也發現邱淳相當崇拜自己。 |             |                |        |
| 16 | 10          | 2017年10月14日 | 1.74   |
| 柔伊清醒後，熊崽與她談話並找回自己行醫的初衷。萬大器派助理警告柔伊不得聲張，但堅持追查的柔伊帶傷暗自離院，帶走邱淳藏身處的資料，熊崽為了保護她，便將她安置在自己的家。康聯醫院沒有通過評鑑，被降級為地區醫院並面對裁員減薪的困境，朱院長和萬大器翻臉，萬大器安插的董事便召開臨時董事會改選董事長，達到目的的史佩萱隨即辭職。葉建德找上身兼康聯董事的仁新總裁尹德威（陶傳正飾），希望他動用人脈讓朱權綱續任康聯的董事長。葉建德把計畫告訴朱權綱，並認為改選董事會的關鍵人是社員代表外科部主任謝騰豐。 蕭政勳的病情日益嚴重，從彭伯恩口中得知蕭政勳病情的楊惟愉無法諒解蕭政勳隱瞞病情的行為，並希望兩人盡快結婚，兩人不久後便登記結婚。蕭政勳將自己的病情透露給葉建德，並要他在自己逝世後將一封信轉交給楊惟愉。不久後，蕭政勳腦內的腫塊壓迫到腦幹，致使他在醫院內昏倒，在他將自己的手錶交給楊惟愉後，隨即被送進開刀房進行開顱手術。 |             |                |        |
| 17 | 11          | 2017年10月21日 | 1.32   |
| 蕭政勳在進行開顱手術後仍未好轉，不久後便與世長辭。熊仔替蕭政勳收拾遺物，看到Basem眼鏡臂上的話：「園丁的工作是照顧生命，而不是控制」。 萬大器以偽造的單據威脅朱權綱，讓他決定放棄董事長和院長的位置以保護女兒，這讓承諾了尹德威的葉建德的立場變得尷尬。萬大器下令撤除創傷小組，並安插史佩萱擔任董事長特助，讓她管理醫院帳目。邱淳藏身處的資料中有他的遺書及他偷拍到的影片，內容提到萬大器造成熊蔚成死亡、陳顯榮車禍、邱達一被誣陷、AM2強行上市。熊崽讀畢遺書後猶豫自己是否該殺萬大器復仇，柔伊則取得偷拍影片做為證據。 |             |                |        |
| 18 | 12          | 2017年10月21日 | 1.32   |
| HANK入侵史佩萱的電子郵箱，找到異常的資金流動資料，將該資料與楊惟愉交給葉建德的資料交叉比對，發現萬大器透過康聯洗錢；雖然阿永的相機拍到萬大器教唆助理毆打邱淳的影片，但相機記憶卡被為了錢而聽從萬大器指示的阿和搶走，葉建德出面取回記憶卡後，將之做為證據並寄給升任部長的吳偉胤；陳顯榮的行車記錄器則拍到萬大器的助理在車內動手腳的過程。 這些證據被《醒世代》公開後，萬大器找吳部長求援，吳部長表面上協助他，但實際上是棄卒保車。柔伊的行動讓熊崽的住處被搗亂，熊崽打算到醫院找萬大器理論，但他在進醫院前見到萬大器從醫院高處墜下重傷，而萬大器教唆助理打人的影片也經由衛福部曝光，暗示吳偉胤想將罪都推給萬大器。儘管面臨拯救自己仇人的掙扎，熊崽仍盡力救治萬大器。受到地檢署郭檢察官（賈孝國飾）施壓，杜總編決定中止《醒世代》的報導，但柔伊在熊崽的住處裡發現熊蔚成的檢驗報告，且是有簽名和官印的正本，她認為這份報告足以做為直接證據，讓杜總編決定放手一搏。 |             |                |        |
| 19 | 13          | 2017年10月28日 | 1.41   |
| 萬大器大難不死，經葉建德的勸告，他向大眾吐實以彌補過錯。在頂盛藥廠得速寧上市發表會上，HANK入侵記者會的電腦，播放萬大器指控吳部長的影片，而柔伊也拿出檢驗報告正本，指控歐莎莉掩蓋真相讓AM2上市，吳部長立即遭郭檢帶回地檢署偵訊，但案件卻因罪證不足而不起訴，讓葉建德決定採取法律以外的手段處理。HANK竄改部長的行事曆，讓柔伊藉著專訪部長的機會在他的辦公室內安放針孔攝影機。康聯的大幅改革逼得許多醫護人員辭職，也讓比號等醫師十分不滿，康聯決定罷工並舉辦血汗醫護權益抗爭演唱會引起大眾注意，並在各大入口網站直播。在演唱會上，熊仔演唱了為蕭政勳和夥伴們寫的歌，歌曲與針孔攝影機所拍到的、吳部長透露檢調內也有自己人的事一同播出，而清醒的陳顯榮也透露事件真相，令吳部長再次遭檢方調查。 葉建德將蕭政勳的遺書交給楊惟愉，裡面傾訴著蕭政勳對她的愛意。為了取回董事長之位，王晨宇提議董事長改選並提名楊惟愉，由於謝騰豐關鍵的一票，楊惟愉成為康聯新任董事長，而謝騰豐則被任命為院長。在風暴告一段落後，楊惟愉和養父母的關係有所改善、葉建德和HANK有了新的落腳處、創傷小組的業務仍持續進行、而柔伊認為一切尚未結束，改變即將開始。 |             |                |        |

## 迴響
《麻醉風暴2》在正式播出前就受到矚目，公共電視YouTube官方頻道在8月19日釋出五分鐘版預告片《麻醉風暴S2五分鐘片花》，四天之內有超過55萬次觀看，在網路社群上引發熱烈討論。
在正式播出後，《麻醉風暴2》初期的評價多數是正面的，首集與第二集中對爆炸意外等大場面的描寫、對醫療議題的針砭、遠赴約旦拍攝、細緻的醫療過程都成為亮點，使前二集的平均收視率達1.2，不但超過《通靈少女》首播時的0.8，也創下歷來公視連續劇首集播出的收視成績，瞬間最高收視出現在林志儒飾演的炸彈客邱達一於捷運站引爆炸彈釀成災難的段落，達1.37。除了收視亮眼，劇集也得到中華民國總統蔡英文的注意，她表示自己會在閒暇時觀賞該劇。影評人「癮評倫ALLEN」和一些PTT的網友將該劇與韓劇《太陽的後裔》及日劇《空中急診英雄》相提並論，認為有資格與那些戲劇一較高下，立法委員張廖萬堅看到此劇時最初也誤以為是韓劇；但是頭兩集也有些許負評，部份觀眾批評李國毅的RAP唱得不好，劇評人馬欣則指出部份觀眾認為開頭下了太多猛藥。
而你就像切開黑黯的光刃

在遇見你之後

在不見光的點點滴滴之中

現出銀河

……

在你之前

不知生

在你之後

不懼死

……

每當黑夜來臨

只要你回望內心

即可重聚

黃健瑋獲得了與第一季相近的正面評價，幾位網友認為黃健瑋「就是醫學系畢業的」；莊凱勛飾演的反派萬大器也獲得了佳評，他在劇中的噁心嘴臉被觀眾認為將政客詮釋得維妙維肖，讓不少觀眾在他的Facebook頁面上留下「垃圾」、「王八蛋」等仇恨言論，但這些罵聲實際上是對他的讚譽。，而他也會以立委的口吻與留言的網友互動。
做為劇情骨幹之一，蕭政勳與楊惟愉的感情頗受觀眾好評。在第四集中出現了蕭政勳寄給楊惟愉的信件，在該集播出後，觀眾普遍認為內容十分感人，而黃健瑋也在自己的Facebook頁面張貼了信件全文，並表示電視劇內的版本是導演為了控制劇情篇幅長度而潤飾過的版本，完整版的信件更是受到觀眾廣泛的讚譽。在第十集中，楊惟愉向蕭政勳求婚的台詞「娶我，不然我娶你」讓觀眾叫好，不但讓第十集的最高收視率達到1.93，公視還為將兩人在劇中的浪漫互動剪輯成特輯，放上官方YouTube頻道供人回味。蕭政勳在第十一集逝世時，許多觀眾對該段劇情感到傷心與錯愕，身為編劇之一的黃健瑋表示這並非出於自己的意見，而是劇本原本的安排，但他表示蕭政勳在生命的最後是幸福的，並自認確實將角色所要表達的意涵傳遞給觀眾。
隨著劇情進展，部份觀眾認為劇本的問題越來越大，結局則毀譽參半，一部份觀眾認為令人感動，而一部份觀眾則認為過於草率、細節交待不清甚至爛尾。關於結局的正面評價主要是蕭政勳的遺書，許多觀眾表示內容真摯感人，字字句句觸動人心；而負面批評包括反派角色莊凱勛沒有死、藍正龍在劇中的作用不明確、李國毅的RAP唱得太多、劇情多線並進卻無法交織結合
中正大學通識教育中心教授黃俊儒撰文指出，此劇比起前作在知識、細節與風格都有所提升，並認為《麻醉風暴2》的專業顧問是最頂級的顧問，將戲劇整體的檔次向上提升，能成為其它缺乏考究的戲劇的借鏡；《鏡週刊》將《麻醉風暴2》與《植劇場》和《大佛普拉斯》並列為臺灣影視產業的里程碑；劇評人馬欣指出《麻醉風暴2》的人物很有魅力，而劇情也大膽地將醫療體系的弊端和媒體亂象暢快地串聯，且有臺灣戲劇少見的商業凌厲度，因此她認為該系列可能是臺灣戲劇突破重圍、進軍國外市場最後的嘗試；網友PCMan發表了一系列的文章解釋劇中沒有詳細說明的醫療場景細節及專業術語，並讚賞劇中的醫療場景貼近現實；《遠見雜誌》專欄作家林珮萱則在此劇播出後，撰文介紹麻醉醫師這項職業。
《麻醉風暴2》的版權和廣告收益大多都回饋給股東，製作公司瀚草則虧損約千萬新臺幣。湯昇榮表示故事已經告一段落，雖然寫劇本時有讓故事繼續發展的構想，但目前沒有拍攝續集的企劃，後續發展的決定權在於公共電視。

### 獎項紀錄
| 年份   | 頒獎典禮     | 獎項             | 入圍者                                         | 結果 |
| ------ | ------------ | ---------------- | ---------------------------------------------- | ---- |
| 2018年 | 第53屆金鐘獎 | 戲劇節目獎       | 麻醉風暴2                                      | 提名 |
| 2018年 | 第53屆金鐘獎 | 戲劇節目男主角獎 | 李國毅                                         | 提名 |
| 2018年 | 第53屆金鐘獎 | 戲劇節目男主角獎 | 黃健瑋                                         | 提名 |
| 2018年 | 第53屆金鐘獎 | 戲劇節目女主角獎 | 孟耿如                                         | 提名 |
| 2018年 | 第53屆金鐘獎 | 戲劇節目導演獎   | 蕭力修、洪伯豪、林志儒                         | 提名 |
| 2018年 | 第53屆金鐘獎 | 戲劇節目編劇獎   | 王卉竺、蕭力修、黃雨佳、陳承佑、黃健瑋、許菱芳 | 提名 |
| 2018年 | 第53屆金鐘獎 | 攝影獎           | 安宜倫、屈弘仁、李泊錦、達牧殷艾               | 提名 |
| 2018年 | 第53屆金鐘獎 | 剪輯獎           | 魏如涵                                         | 提名 |
| 2018年 | 第53屆金鐘獎 | 燈光獎           | 莊宏彬、王士維、蘇良志、蘇家誠                 | 提名 |
| 2018年 | 第53屆金鐘獎 | 美術設計獎       | 林仲賢、麥可（王郁文）、儲旭（儲榢逸）、凃維廷 | 獲獎 |

## 註解
1. ↑  第3、4集；第5、6集；第7、8集；第11、12集為該二集的平均收視。

## 外部連結
- 官方网站－公視
- 麻醉風暴2的Facebook專頁

| 臺灣 公視主頻 每週六 21:00 - 23:00                      | 臺灣 公視主頻 每週六 21:00 - 23:00         | 臺灣 公視主頻 每週六 21:00 - 23:00 |
| ------------------------------------------------------- | ------------------------------------------ | ---------------------------------- |
|                                                         | 麻醉風暴2 （2017年9月9日－2017年10月28日） |                                    |
| 他們在畢業的前一天爆炸2 （2017年7月29日－2017年9月2日） | 週末電影院                                 |                                    |